# Marja Kubašec
Marja Kubašec, németül: Maria Kubasch (Quoos, 1890. március 7. – Bautzen, 1976. április 13.) szorb tanár, író.

## Életútja
1890. március 7-én Quoos (Chasow) településen született. Általános iskolai tanulmányait a közeli Radiborban végezte. 1902 és 1909 között Erfurtban járt gimnáziumba. 1909-ben Duisburgban kezdett tanítani. 1911-ben visszatért szülőföldjére és 1925-ig Crostwitzban, majd 1925 és 1938 között a pulsnitzi középiskolában, 1945-ig Großröhrsdorfban volt tanár. A második világháború után NSDAP-tagsága miatt kezdetben nem tanárként dolgozott, hanem a Szorbiai Felnőttképzési Központban és a Domowina átszervezésével foglalkozó végrehajtó bizottság tagjaként tanított. 1949-ben ismét tanárként alkalmazták Bautzenben. 1952-től szorb és német irodalmat oktatott a szorb tanítók szemináriumán Radiborban és Kleinwelkában. 1956-ban nyugdíjba vonult és szülőhelyén élt, ahol írással foglalkozott.
1911-ben lett a Maćica Serbska tagja. Arnošt Muka és Ota Wićaz hatására az első világháború után kezdett bekapcsolódni a szorb nemzeti mozgalomba. Ekkor a Raj gyermekmagazin, 1920 és 1922 között pedig a Serbski student újságmelléklet szerkesztője volt. Az 1920-as években írta első novelláját a Wusadny-t, majd a Khodojta című darabot. A második világháború után, 1947-ben csatlakozott a szorb írók köréhez; 1954-ben az NDK írószövetségéhez. 1964-ben részt vett a Szorb Úttörőszínház megalapításában, amelyből 1990-ben a Német-Szorb Népszínház szorb gyermekszínháza alakult ki. 1965-ben a Wichor a słónčna pruha (Vihar és napsugár) című darabja volt a színház első bemutatója. Két legismertebb műve Maria Grollmuß (Hwězdy nad bjezdnom, 1960) és Alojs Andritzki (Alojs Andricki, 1967) életéről írt könyve. Számos darabot fordított csehből, később oroszból is. Néhány művét németre, csehre, lengyelre és bolgárra fordították le.

## Fontosabb művei
- Wusadny (1925, Smoler, Budyšin)
- Khodojta. Hra w třoch jednanjach (1926, Smoler, Budyšin)
- Jakub Bart Ćišinski. Basnik młodźiny a přichoda 1856–1909 (1949, Ludowe nakładnistwo Domowina, Budyšin)
- Koło časow. Wubrana zběrka powědančkow (1959, Ludowe nakładnistwo Domowina, Budyšin)
- Hwězdy nad bjezdnom (1960, Ludowe nakładnistwo Domowina, Budyšin)
- Ptače worakawstwa a druhe powědančka (1961, Ludowe nakładnistwo Domowina, Budyšin)
- Bosćij Serbin. Historiski roman (1963, 1964, 1965, trilógia, Ludowe nakładnistwo Domowina, Budyšin)
- Alojs Andricki (1967, Ludowe nakładnistwo Domowina, Budyšin)
- Lěto wulkich wohenjow. Historiski roman (1970, Ludowe nakładnistwo Domowina, Budyšin)
- Sterne über dem Abgrund. Das Leben von Maria Grollmuß (1976, életrajz, Union-Verlag, Berlin)
- Nalětnje wětry (1978, Ludowe nakładnistwo Domowina, Budyšin)
- Das Grab in der Heide (1990, Erzählungen, übers. von Elenore Schmidt, Union-Verlag, Berlin)

## Díjai, elismerései
- Ćišinski-díj (1962)
- a Domowina irodalmi díja (1966)
- Johannes R. Becher-érem (1975)

## Fordítás
Ez a szócikk részben vagy egészben  a   Marja Kubašec című német Wikipédia-szócikk ezen változatának fordításán alapul.  Az eredeti cikk szerkesztőit annak laptörténete sorolja fel. Ez a jelzés csupán a megfogalmazás eredetét és a szerzői jogokat jelzi, nem szolgál a cikkben szereplő információk forrásmegjelöléseként.